# Actio libera in causa
In diritto l'actio libera in causa (azione libera nella causa) è un reato commesso da un soggetto che si è messo in stato di incoscienza al fine di commetterlo o di procurarsi una scusante. In tal caso viene applicata la pena anche se chi ha commesso il fatto si trovava in stato di incapacità di intendere e di volere al momento del compimento della condotta.
Esempi della sua applicazione si trovano nel codice civile italiano: agli articoli 2045 (stato di necessità) e 2046 (imputabilità del fatto dannoso) sono previste due cause di esenzione dalla responsabilità aquiliana (art. 2043 c.c.) nel caso in cui il pericolo o lo stato di incapacità non siano stati volontariamente indotti dall'agente.
La teoria delle actiones liberae in causa era già utilizzata in diritto canonico dai moralisti della tradizione cristiana per giustificare l'applicazione della pena nei casi di peccati commessi da soggetti incapaci di intendere o di volere, che si erano posti volontariamente in stato di incoscienza al fine di commettere il peccato o di scusarne la condotta. Tommaso d'Aquino scriveva già che: «ebrietas voluntaria in sua causa non excusatur totaliter a peccato, nec totaliter excusat sequens peccatum». L'ubriaco dunque doveva rispondere non solo dell'ubriachezza, ma anche di ogni atto illecito commesso nello stato di ubriachezza, sebbene compiuto con incoscienza.
Nel diritto italiano la teoria è stata accolta nell'art. 87 del codice penale ai sensi del quale: «la disposizione della prima parte dell'art. 85 non si applica a colui che si è messo in stato di incapacità di intendere e di volere al fine di commettere il reato o di prepararsi una scusa».
In pratica il requisito dell'imputabilità viene valutato non al momento in cui il soggetto compie l'azione, ma in un momento precedente, ossia quando il soggetto si pone in stato di incapacità. La ratio della teoria delle actiones liberae in causa sta allora nel principio causa causae est causa causati: chi determina volontariamente una situazione dalla quale deriva un evento lesivo, è chiamato a rispondere dell'evento stesso, a prescindere dalla eventuale volontarietà dell'evento.